# Enrique Castells Capurro
Enrique Castells Capurro (Montevideo, 9 de març de 1913 - Punta del Este, 3 de juliol de 1987) fou un pintor i escultor uruguaià.
Va començar a pintar als quatre anys, dibuixant la ballarina russa Anna Pàvlova durant una visita que va fer a l'Uruguai. Va treballar per a periòdics i revistes dibuixant escenes de ballet, futbol, carreres de cavalls i temes relatius als gautxos. Hi ha murals molt grans de la seva creació en moltes dependències públiques de l'Uruguai, com els Ferrocarrils de l'Estat, la Biblioteca Nacional, Pluna, el Fort de San Miguel, la Intendència de Maldonado, entre d'altres. Publicà nombrosos llibres amb les seves pintures i les seves imatges estan presents fins i tot en plats de porcellana.
Va morir el 1987 a Punta del Este, departament de Maldonado, amb 74 anys.